# Juncus longii
Juncus longii là một loài thực vật có hoa trong họ Juncaceae. Loài này được Fernald mô tả khoa học đầu tiên năm 1937.